# A. Wallis Lloyd
Alan Wallis Lloyd, eigentlich Alan Nothnagle (* 4. Mai 1962 in Iowa, USA), ist ein deutschamerikanischer Autor walisischer Abstammung.

## Leben
Lloyd verbrachte seine Kindheit in Frankreich, wo er in Paris und Poitiers zur Schule ging. Er studierte Geschichte und Germanistik an der State University of New York sowie in Tübingen und an der Humboldt-Universität Berlin. Seit 1991 lebt er als freier Schriftsteller, Dolmetscher und Übersetzer in Berlin.
A. Wallis Lloyd ist der Autor von Abenteuerromanen für jugendliche Leser. Vier davon gehören zur „Korongo-Reihe“ des Dieter Frieß Verlags. Die Serie spielt vornehmlich in Afrika, aber teilweise auch in Nordamerika und Europa, und schildert die Erlebnisse von Jenny Sandau, der jugendlichen Tochter deutscher Auswanderer in Tansania. Neben einigen politischen und historischen Bezügen gehören die Auseinandersetzung mit fremden Kulturen und Lebensweisen, die Luftfahrt, das Tauchen, die Probleme des Heranwachsens sowie Zivilcourage zu den häufigen Themen dieser Bücher. Lloyd ist auch der Autor mehrerer Kinderbücher, die bei der Edition Graugans erschienen sind.

## Werke
- Der Flug der Korongo (2002), ISBN 3-374-01977-3.
- Ein Rauschen großer Wasser (2004), ISBN 3-374-02096-8.
- Nachtflug zum Kilimanjaro (2007), ISBN 3-9810928-4-8.
- Im Reich Ngassas (2008), ISBN 978-3-9810928-6-8.
- Auf dem Rücken des Nordwinds (2009), ISBN 978-3-941472-00-6.
- Treffpunkt Sansibar (2010), ISBN 978-3-941472-01-3.
- Die Schlafburschen (2013), ISBN 978-3-944704-00-5.
- Das Monster-Musical (2013), ISBN 978-3-944704-02-9 (mit Illustrationen von Tina Brenneisen)
- Dick Whittingtons Katze (2013), ISBN 978-3-944704-03-6.